# Herrenhaus Roggow

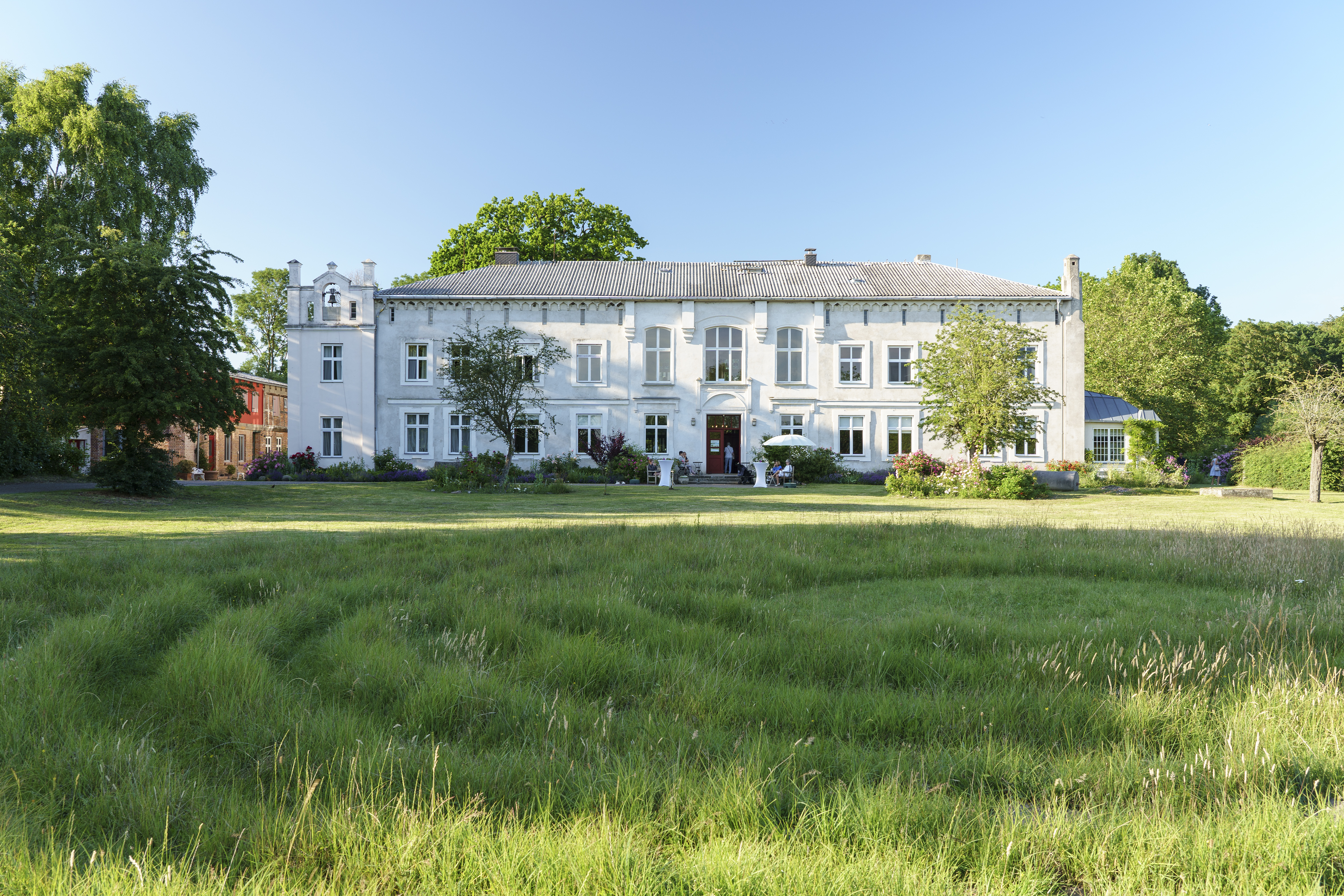
Herrenhaus Roggow Frontansicht

Das Herrenhaus Roggow in der Gemeinde Rerik im Landkreis Rostock in Mecklenburg-Vorpommern ist mit dem Gut der älteste Familienbesitz der adeligen Familie von Oertzen.

## Lage
Etwa 60 Meter östlich der Landstraße zwischen Rerik und Neubukow steht mitten im Dorf das auch als Gutshaus bekannte Herrenhaus Roggow. 400 Meter westlich liegt das Salzhaff und 3,5 Kilometer nördlich das Seebad Rerik. Der Name Roggowe, Rogow ist altslawischer Herkunft und bedeutet Horn, Ecke, Spitze und weist damit auf seine Lage an einem Winkel des Salzhaffs.

## Geschichte

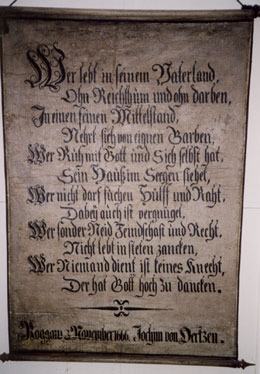
Wandspruch im Herrenhaus (1666)

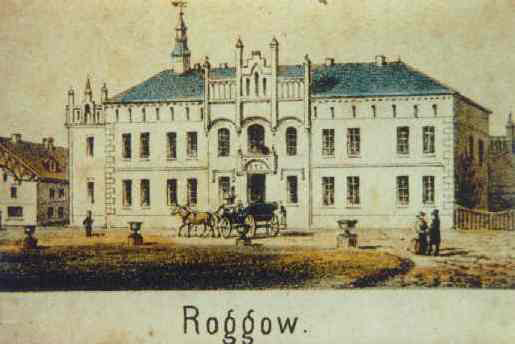
Historische Ansicht (um 1858)

In einer alten Urkunde zum Kloster Doberan vom 28. Juni 1345 wurde erstmals ein Hermann von Oertze van Rogghowe als Zeuge erwähnt.
Man nimmt aber an, dass die Familie von Oertzen seit 1192 hier ansässig war. Der wohl älteste Teil mit einer Fläche von 936 ha befand sich bis zur Enteignung 1945 im Zuge der Bodenreform in der Sowjetischen Besatzungszone im Eigentum der Familie. Erst nach der Deutschen Wiedervereinigung konnte nach langen Verhandlungen der Erbe Peter von Oertzen 1991 das Herrenhaus und Teile des Parks zurückkaufen.

## Gutsanlage
Nach schweren Zerstörungen und Verwüstungen im Dreißigjährigen Krieg wurde das Gutshaus bis 1686 im Stil des Barock wiederaufgebaut. Nach dem Tod Jasper III. von Oertzen am 23. Juni 1649 machte sich seine Witwe Eva von Pentz sehr um den Wiederaufbau – auch des Guts in Russow – verdient. Ein Plan der Hofanlage aus dem Jahre 1745 belegt, dass zum Gut neben dem 1666 von Joachim von Oertzen erbauten neuen Herrenhaus und der Scheune ab 1736 noch ein Pferdestall, ein Wirtschaftshaus, zwei Viehställe und eine gewölbte Bogenbrücke gehörten. Der gesamte Gutskomplex war von einem Wall mit Wassergraben umgeben. Man konnte ihn über eine Zugbrücke überqueren, die noch bis 1835 in Betrieb war. Außerdem gab es noch eine Windmühle. Auf der Hofseite schloss sich ein Torhaus an. Vom einstigen Hof existieren neben dem Herrenhaus noch der östlich gelegene alte Schweinestall, der zum Wohnhaus ausgebaut wurde, und ein südlich gelegenes Gebäude. Auch der Graben, der die einstige Wasserburg umgab, ist bis auf kleinere Reste verschwunden, sodass der ursprüngliche Charakter der Gesamtanlage nur noch schwer erkennbar ist.

### Besitzfolge
- 1270–1316: Dietrich II., Ritter, Burgmann zu Wismar, mecklenburgischer Feldhauptmann
- 1264 (1300)–1344: Hermann I., auf Roggow, Ritter, Marschall, fürstlicher Rat des Herzogs Heinrich II. zu Mecklenburg, Präsident der Landesvormundschaft für Herzog Albrecht I. zu Mecklenburg, das ältestes Siegel in der Familie von Hermann I. auf Roggow von 1311
- 1339–1386: Hermann II., auf Roggow, Knappe, begraben in der Oertzenkapelle des Doberaner Münsters, gemeinsame Grabplatte mit Sievert[5][6]
- 1360–1415: Hermann III., auf Roggow, Knappe
- 1424–1449: Sievert I., auf Roggow, der Pilger nach Palästina, Knappe und mecklenburgischer Rat
- 1442–1482: Sievert II., auf Roggow und Gerdshagen, Knappe und mecklenburgischer Rat
- 1500–1526: Jasper I., auf Roggow, Gerdshagen, Gorow, Bolland und Karin, Knappe und mecklenburgischer Rat
- 1525–1589: Sievert IV., auf Roggow, Russow, Gorow, Wakendorf, Clausdorf und Gerdshagen[7]
- 1568–1618: Jasper II., auf Roggow, Russow, Gerdshagen, Gorow und Clausdorf
- 1598–1618: Jürgen I., auf Clausdorf, Amtshauptmann zu Neukloster
- 1600–1649: Jasper III., auf Roggow, Russow, Gerdshagen, Gorow und Clausdorf
- 1642–1707: Joachim, auf Roggow, Russow, Wakendorf, Gerdshagen, Altenhagen und Bolland
- 1673–1754: Helmuth Friedrich, auf Roggow, Russow, Wakendorf, Gerdshagen, Miekenhagen und Klein Nienhagen, Landrat, dänischer Etatsrat
- 1747–1773: Wilhelm Friedrich, auf Roggow, Russow, Vorwerk, Gerdshagen, Miekenhagen und Wakendorf, sächsisch-gothaischer Kammerherr, wurde nur 26 Jahre alt.
- 1768–1835: Jasper VI., auf Roggow, Russow, Vorwerk, Wakendorf und Hageböck, Hofjägermeister, Landrat; Seine Töchter waren im adligen Damenstift des Klosters Dobbertin eingeschrieben.[8]
- 1806–1849: Wilhelm Detlof, auf Roggow, Russow, Vorwerk und Wakendorf
- 1833–1909: Helmuth Friedrich, auf Roggow, Russow, Vorwerk, Wakendorf, Neu-Gaarz und Mechelsdorf, mecklenburgischer Landrat
- 1842–1922: Fortunatus Ludwig Heinrich Friedrich, auf Roggow, Russow, Vorwerk und Wakendorf, mecklenburgisch Wirklicher Geheimer Rat, Chef der obersten Verwaltungsbehörde des Großherzoglichen Haushalts
- 1883–1945: Wilhelm Henning von Oertzen, auf Roggow, Russow, und Vorwerk, hat sich beim Einmarsch der Roten Armee in Roggow am 4. Mai 1945 erschossen

(Quelle:)

### Herrenhaus
Das aus der zweiten Hälfte des 17. Jahrhunderts stammende, mehrfach umgebaute Gutshaus, war ein zweigeschossiger Putzbau mit flachem Walmdach. Durch den Wismarer Architekten Heinrich Thormann wurde 1850 eine neogotische Fassade vorgesetzt. Ein weiterer Umbau erfolgte 1921. Im Kern war es ein 1686 errichtetes Fachwerkgebäude, der westliche Anbau kam 1844 hinzu, sodass eine unregelmäßige Dreiflügelanlage entstand. Durch den nach 1945 entfernten Giebel erscheint die Fassade nun etwas asymmetrisch gegliedert. Von den zwölf Achsen ist die linke risalitartig vorgezogen und mit Fialen übergiebelt. In der Mitte der Fassade befand sich früher noch ein abgetreppter Zwerchgiebel. Im Inneren befindet sich ein eleganter Französischer Salon, der bis 1945 mit bemalten Leinwandtapeten ausgestattet war; ein französischer Maler, der im 18. Jahrhundert in der Nähe an der Küste strandete und dann nach Roggow kam, hatte sie nach Stichen der Rubensbilder aus der Galerie des Pariser Palais du Luxembourg, die jetzt im Louvre sind, ausgemalt, allerdings die Komposition links herum und die Farben nach der Erinnerung; bis 1945 wurden auch die Stiche im Haus aufbewahrt. Die wertvolle Inneneinrichtung sowie eine umfangreiche Familienbilder-Sammlung und das dort befindliche Hauptarchiv der Familie wurden 1945 mutwillig zerstört. Seit dem Rückkauf 1991 erfolgte eine umfassende und denkmalgerechte Sanierung des ehemaligen Herrenhauses mit der heutigen Nutzung zu einem Wohnhaus mit Ferienwohnungen.

### Nutzung nach 1945
Nach Ende des Zweiten Weltkriegs 1945 fanden Flüchtlinge im Herrenhaus und den nebenstehenden Gebäuden Unterkunft. Mit der 1946 durchgeführten Bodenreform bekamen die Siedler neben den Ackerflächen des ehemaligen Guts auch die noch verbliebenen Pferde und Rinder. Mit Gründung der ersten LPG 1957 in Roggow wurden die Tierbestände in den zum Teil umgebauten Gutsställen gehalten. Der ehemalige Kuhstall wurde zum Schweinestall und die Felder der einzelnen Siedler wieder zusammengelegt. In das Nebengebäude des ehemaligen Herrenhauses zog die Gemeindeverwaltung ein. Die LPG richtete hier eine Werksküche mit Essenausgabe und Büros ein. Im Hauptgebäude befanden sich eine Lebensmittelverkaufsstelle und eine Arztpraxis. Auch der Gutshof veränderte sein Aussehen in den folgenden Jahren sehr stark.
- 1947: Umbau des Pferdestalls zum Wohnhaus
- 1950: Abriss des Kuhstalls und Errichtung eines kleinen Einfamilienhauses
- 1955: Zusammenbruch der Scheune neben dem Schweinestall, Abriss der Scheune an der Hofeinfahrt rechts vorm Pferdestall
- 1960: Abriss des Jungrinderstalls an der Hofeinfahrt links
- 1974: Brand des Apfelkellers
- 1975: Dach des Herrenhauses mit Wellasbest eingedeckt
- 1978: Brand der großen Scheune zwischen Pferdestall und Kuhstall, dafür Bau eines Mehrfamilienwohnhauses
- 1989: Abriss des Kutschstalls und danach Leerstand bis zum Rückkauf 1991

### Besonderheiten
Wilhelm von Oertzen, der Gründer der Herrengesellschaft Mecklenburg, schrieb in sein 1931 begonnenes Tagebuch:

„Die Zukunft von Roggow liegt mir mehr am Herzen als alles andere. Ein einzelner Mensch ist vergänglich, ein Familiengut hat etwas Unvergängliches an sich, etwas von Ewigkeitswert. Alle meine Gedanken und Kräfte gelten nur diesem einen Ziel, einem meiner Söhne Roggow als einen sicheren Boden unter den Füßen hinterlassen zu können.“

Die Söhne Wilhelm von Oertzens, Jürgen und Frithjof, fielen im Deutsch-Sowjetischen Krieg. Er selbst erschoss am 4. Mai 1945 seine Ehefrau Gerda von Oertzen geb. Gräfin von Westarp und sich selbst, als Soldaten der Roten Armee das Haus plünderten und den Schlüssel zur Bibliothek suchten. Damit endete vorerst die 600-jährige Familientradition.
Erst 1991 konnte Peter von Oertzen, der Sohn des gefallenen Jürgen von Oertzen und dessen Ehefrau (geb. von Alvensleben), das Herrenhaus Roggow und einen Teil des Gutsparks käuflich zurückerwerben. Heute dient das Haus als Familienwohnsitz; zugleich werden im Herrenhaus Ferienwohnungen vermietet.

### Gedruckte Quellen
- Mecklenburgisches Urkundenbuch (MUB)
- Mecklenburgische Jahrbücher (MJB)